# Новинки (Рыбинский район)
В Ярославской области есть ещё семь деревень с таким названием.
Новинки — деревня в Глебовском сельском округе Глебовского сельского поселения Рыбинского района Ярославской области.
Деревня расположена на северо-востоке Глебовского сельского поселения, примерно в 3 км на север от автомобильной дороги с автобусным сообщением Рыбинск—Глебово. Деревня стоит на небольшом поле, в окружении лесов. Ближайшая деревня Крячково расположена в 1 км к западу и связана с Новинками просёлочной дорогой, от Крячково дорога ведёт на юг к селу Раздумово. Другая дорога в южном направлении ведёт к деревне Большая Белева. К северу от деревни лесная местность, переходящая в низкий заболоченный берег залива Рыбинского водохранилища. Ручьи, текущие с востока и запада от деревни в настоящее время впадают в водохранилище, до его строительства были правыми притоками реки Юга .
Село Нивинки указано на плане Генерального межевания Рыбинского уезда 1792 года.
На 1 января 2007 года в деревне числилось 6 постоянных жителей. Почтовое отделение, расположенное в посёлке Тихменево, обслуживает в деревне Новинки 40 домов .